# تشاك روزنتال (مؤلف)
تشاك روزنتال (بالإنجليزية: Chuck Rosenthal)‏ (31 أغسطس 1951، إيري في الولايات المتحدة)؛ روائي أمريكي.